# Sportif luxembourgeois de l'année
Le titre de Sportif luxembourgeois de l'année est décerné chaque année depuis 1954. Jusqu'en 1965, il existait un prix récompensant un sportif ou une sportive. Depuis 1966, deux prix sont décernés : l'un féminin, l'autre masculin.

## De 1954 à 1965
| Année | Lauréat          | Sport             |
| ----- | ---------------- | ----------------- |
| 1954  | Charly Gaul      | Cyclisme          |
| 1955  | Charly Gaul      | Cyclisme          |
| 1956  | Charly Gaul      | Cyclisme          |
| 1957  | Joseph Stoffel   | Gymnastique       |
| 1958  | Charly Gaul      | Cyclisme          |
| 1959  | Jean Link        | Escrime           |
| 1960  | Josy Stoffel     | Gymnastique       |
| 1961  | Sylvie Hülsemann | Ski nautique      |
| 1962  | Norbert Haupert  | Athlétisme        |
| 1963  | Norbert Haupert  | Athlétisme        |
| 1964  | Charles Sowa     | Marche athlétique |
| 1965  | René Kilburg     | Athlétisme        |

## Depuis 1966
| Year | Sportif de l'année        | Sportif de l'année        | Sportive de l'année        | Sportive de l'année |
| Year | Lauréat                   | Sport                     | Lauréate                   | Sport               |
| ---- | ------------------------- | ------------------------- | -------------------------- | ------------------- |
| 1966 | René Kilburg              | Athlétisme                | Sylvie Hülsemann           | Ski nautique        |
| 1967 | Charles Sowa              | Marche athlétique         | Colette Flesch             | Escrime             |
| 1968 | Louis Pilot               | Football                  | Sylvie Hülsemann           | Ski nautique        |
| 1969 | Louis Pilot               | Football                  | Annette Berger             | Athlétisme          |
| 1970 | Nicolas Koob (de)         | Sport automobile          | Jeanny Dom                 | Tennis de table     |
| 1971 | Charles Sowa              | Marche athlétique         | Jeanny Dom                 | Tennis de table     |
| 1972 | Charles Sowa              | Marche athlétique         | Nelly Wies                 | Tir à l'arc         |
| 1973 | Robert Schiel             | Escrime                   | Jeanny Dom                 | Tennis de table     |
| 1974 | Marcel Balthasar          | Tir à l'arc               | Berty Krier                | Tennis de table     |
| 1975 | Roland Bombardella        | Athlétisme                | Jeanny Dom                 | Tennis de table     |
| 1976 | Roland Bombardella        | Athlétisme                | Jeanny Dom                 | Tennis de table     |
| 1977 | Roland Bombardella        | Athlétisme                | Jeanny Dom                 | Tennis de table     |
| 1978 | Roland Bombardella        | Athlétisme                | Jeanny Dom                 | Tennis de table     |
| 1979 | Lucien Didier             | Cyclisme                  | Carine Risch               | Tennis de table     |
| 1980 | Justin Gloden             | Athlétisme                | Carine Risch               | Tennis de table     |
| 1981 | Fonsy Grethen             | Billard                   | Carine Risch               | Tennis de table     |
| 1982 | Roland Jacoby             | Tir sportif               | Carine Risch               | Tennis de table     |
| 1983 | Roland Jacoby             | Tir sportif               | Jeannette Goergen          | Tir à l'arc         |
| 1984 | Raymond Conzemius         | Athlétisme                | Jeannette Goergen          | Tir à l'arc         |
| 1985 | Claude Michely            | Cyclisme                  | Danièle Kaber              | Athlétisme          |
| 1986 | Fonsy Grethen             | Billard                   | Danièle Kaber              | Athlétisme          |
| 1987 | Robby Langers             | Football                  | Nancy Arendt               | Natation            |
| 1988 | Marc Girardelli           | Ski                       | Danièle Kaber              | Athlétisme          |
| 1989 | Marc Girardelli           | Ski                       | Nancy Arendt               | Natation            |
| 1990 | Guy Hellers               | Football                  | Marion Hammang             | Haltérophilie       |
| 1991 | Marc Girardelli           | Ski                       | Malou Thill                | Haltérophilie       |
| 1992 | Eugène Berger             | Alpinisme                 | Marion Hammang             | Haltérophilie       |
| 1993 | Marc Girardelli           | Ski                       | Anne Kremer                | Tennis              |
| 1994 | Marc Girardelli           | Ski                       | Raymonde Moes              | Karaté              |
| 1995 | Guy Hellers               | Football                  | Nancy Kemp-Arendt          | Triathlon           |
| 1996 | Marc Girardelli           | Ski                       | Nancy Kemp-Arendt          | Triathlon           |
| 1997 | Christian Poos            | Cyclisme                  | Nancy Kemp-Arendt          | Triathlon           |
| 1998 | Dan Dethier               | Triathlon                 | Anne Kremer                | Tennis              |
| 1999 | Jeff Strasser             | Football                  | Anne Kremer                | Tennis              |
| 2000 | Kim Kirchen               | Cyclisme                  | Nancy Kemp-Arendt          | Triathlon           |
| 2001 | Jeff Strasser             | Football                  | Xia Lian Ni                | Tennis de table     |
| 2002 | David Fiegen              | Athlétisme                | Tessy Scholtes             | Karaté              |
| 2003 | Kim Kirchen               | Cyclisme                  | Claudine Schaul            | Tennis              |
| 2004 | Kim Kirchen               | Cyclisme                  | Elizabeth May              | Triathlon           |
| 2005 | Kim Kirchen               | Cyclisme                  | Elizabeth May              | Triathlon           |
| 2006 | Fränk Schleck             | Cyclisme                  | Elizabeth May              | Triathlon           |
| 2007 | Kim Kirchen               | Cyclisme                  | Elizabeth May              | Triathlon           |
| 2008 | Kim Kirchen               | Cyclisme                  | Marie Muller               | Judo                |
| 2009 | Andy Schleck              | Cyclisme                  | Elizabeth May              | Triathlon           |
| 2010 | Andy Schleck              | Cyclisme                  | Marie Muller               | Judo                |
| 2011 | Andy Schleck              | Cyclisme                  | Mandy Minella              | Tennis              |
| 2012 | Laurent Carnol            | Natation                  | Marie Muller               | Judo                |
| 2013 | Dirk Bockel               | Triathlon                 | Christine Majerus          | Cyclisme            |
| 2014 | Gilles Müller             | Tennis                    | Jenny Warling              | karaté              |
| 2015 | Gilles Müller             | Tennis                    | Christine Majerus          | Cyclisme            |
| 2016 | Gilles Müller             | Tennis                    | Christine Majerus          | Cyclisme            |
| 2017 | Gilles Müller             | Tennis                    | Christine Majerus          | Cyclisme            |
| 2018 | Bob Jungels               | Cyclisme                  | Christine Majerus          | Cyclisme            |
| 2019 | Bob Bertemes              | Athlétisme                | Christine Majerus          | Cyclisme            |
| 2021 | Charles Grethen           | Athlétisme                | Christine Majerus          | Cyclisme            |
| 2022 | Bob Jungels Dylan Pereira | Cyclisme Sport automobile | Ni Xia Lian Sarah De Nutte | Tennis de table     |

## Statistiques

### Lauréats de plus de quatre titres
| Name | Name               | Sport             | Titres |
| ---- | ------------------ | ----------------- | ------ |
|      | Jeanny Dom         | Tennis de table   | 7      |
|      | Marc Girardelli    | Ski               | 6      |
|      | Kim Kirchen        | Cyclisme          | 6      |
|      | Christine Majerus  | Cyclisme          | 6      |
|      | Elizabeth May      | Triathlon         | 5      |
|      | Roland Bombardella | Athlétisme        | 4      |
|      | Charly Gaul        | Cyclisme          | 4      |
|      | Nancy Kemp-Arendt  | Triathlon         | 4      |
|      | Carine Risch       | Tennis de table   | 4      |
|      | Charles Sowa       | Marche athlétique | 4      |
|      | Gilles Müller      | Tennis            | 4      |

### Titres par sports
| Sport             | Sportifs | Titres |
| ----------------- | -------- | ------ |
| Cyclisme          | 10       | 25     |
| Athlétisme        | 9        | 16     |
| Tennis de table   | 6        | 14     |
| Triathlon         | 4        | 11     |
| Tennis            | 4        | 9      |
| Football          | 4        | 7      |
| Ski               | 1        | 6      |
| Tir à l'arc       | 3        | 4      |
| Marche athlétique | 1        | 4      |
| Escrime           | 3        | 3      |
| Karaté            | 3        | 3      |
| Haltérophilie     | 2        | 3      |
| Natation          | 2        | 3      |
| Judo              | 1        | 3      |
| Ski nautique      | 1        | 3      |
| Sport automobile  | 2        | 2      |
| Billard           | 1        | 2      |
| Gymnastique       | 1        | 2      |
| Tir sportif       | 1        | 2      |
| Alpinisme         | 1        | 1      |